# Junius Street
Junius Street – stacja metra nowojorskiego, na linii 2, 3 i 4. Znajduje się w dzielnicy Brooklyn, w Nowym Jorku i zlokalizowana jest pomiędzy stacjami Rockaway Avenue i Pennsylvania Avenue. Została otwarta 24 grudnia 1920.